# Пам'ятник Суворову (Ростов-на-Дону)
- | Зовнішні зображення | Зовнішні зображення |
| ------------------- | ------------------- |
|                     | Пам'ятник Суворову  |

Пам'ятник Суворову (рос. Памятник Суворову) — пам'ятник російському полководцю, генералісимусу Олександру Васильовичу Суворову в місті Ростов-на-Дону. Встановлений в 1999 році. Автор пам'ятника — Анатолій Андрійович Скнарин.
Адреса: Ростов-на-Дону, перехрестя пров. Університетський — вул. Суворова.

## Історія
Генерал-поручик Олександр Васильович Суворов в 1777 році був призначений в Приазов'ї командувати Кубанським корпусом. Шлях на Кубань пролягав через фортеця Святого Димитрія Ростовського, яка була в той час військової опорною базою для російських військ приазовському і задонском краї. За три місяці перебування на Кубані Суворов організував систему укріплень, зробив лінію оборони неприступною для ворога. По правому березі Кубані було побудовано чотири укріплення і 20 редутів. Фортеця Димитрія Ростовського і багатолюдні козачі станиці стали міцною основою для всієї системи оборони, створеної Суворовим.
Вдруге Суворов прибув на Дон у 1782 році зі своєю сім'єю. У цей час у фортеці святого Димитрія Ростовського розміщувався штаб військового корпусу. Готуючи війська до походу проти ногайців, Суворов багато годин присвятив військових навчань. Чекаючи подальших розпоряджень, Олександр Васильович проживав Ростові в будинку коменданта.
За клопотанням О. В. Суворова перед імператрицею Катериною II, кримські вірмени осіли на Дону, заснувавши місто Нахічевань-на-Дону, села Крим, Чалтирь, Великі Сали, Султан-Сали, Несветай.
У 1999 році в Ростові-на-Дону був встановлений пам'ятник полководцю Суворову. Пам'ятник встановлено на перетині пров. Університетського та вулиці, що носить його ім'я. На цьому місці свого часу стояв будинок коменданта фортеці Святого Дмитра Ростовського, тут А. В. Суворов жив, коли командував Кубанським корпусом і організовував будівництво оборонних рубежів між Доном і Кубанню. Автором пам'ятника став скульптор, заслужений художник РФ А. Скнарин.

## Опис
Пам'ятник Олександру Васильовичу Суворову виконаний у вигляді бюста полководцю, встановленого на п'єдесталі. На пам'ятнику зроблено напис: 
|  | «Потомство моє прошу брати мій приклад. О. В. Суворов». |

Пам'ятник оточує огорожа, зроблена з мармурових тумб, які з'єднані металевим ланцюгом. На тумбах були розміщені гарматні ядра, поруч знаходяться стилізовані зображення гармат суворовських часів. Пам'ятник споруджено на кошти випускників суворовських та нахімовських училищ.
У Ростові-на-Дону є ще один пам'ятник О. В. Суворову. Другий пам'ятник був встановлений за ініціативою Ростовської регіональної громадської організації «Суворовско-Нахімовський-Кадетський союз» 18 травня 2011 року, в річницю смерті полководця. Пам'ятник являє собою бюст полководця, встановлений на п'єдесталі. Автор пам'ятника — скульптор Анатолій Дементьєв. Пам'ятник встановлено біля входу в «Ліцей № 27 їм. О. Суворова».